# Maria-sebinha-do-acre
Falso-tódi-acreano ou maria-sebinha-do-acre (nome científico: Hemitriccus cohnhafti) é uma espécie de ave da família dos tiranídeos. Pode ser encontrada no estado brasileiro do Acre, além de Peru e Bolívia.